# 브리초스
《브리초스》(브라질 포르투갈어: Brichos)은 브라질에서 제작된 파울루 무뇨즈 감독의 2007년 애니메이션 영화이다. 테크노케나이 제작하고 시그노푸스가 배급하였다.

## 출연진
- "바데쿠" - 반데이라
- 마리누 주니오르 - 탈레스
- 르네 리옹 - 자이르지뉴
- 마리우 쇤베르거 - 라탕, 올라부
- "웰라" - 재규어
- 에네아스 루르 - 루비넬슨, 도토르 노르베르투
- 마우루 자나타 - 라탕지뉴, P. 뒤몽
- 파비울라 나시멘투 - 뒤몽진뉴, 티아 사파
- 미셸 푸치 - 티아 타투지냐
- 셀리아 히베이루 - 티아 칼랑가
- 제라우두 피올리 - 메스트레 수쿠리
- 토니뉴 도밍게스 - 카팡가 가투, 도토르 비탈
- 치쿠 노게이라 - 나라도르 두 조구
- 레지나 보게 - 코브라 코랄리나
- 로베르타 스토렐리 - 컴푸타도르, 아라리냐
- 레안드루 스체티니 - 카팡가 카쇼후
- 탈레스 무뇨즈 - 베베 라탕지뉴, 베베 재규어
- 파울루 무뇨즈 - 카팡가 라투, 도나 지나